# Дворець (Піддубцівська волость)
Дворець – колишнє село Піддубцівської волості Луцького повіту Волинської губернії, нині – у межах м. Луцьк.
У 1570 р. було власністю Єрофея Госького. Пізніше належало Корчинським і Томашевським. 
На початку XX століття в селі налічувалося 31 господарство та 290 жителів. Село складалося з кількох вулиць, а на місці нинішнього пам'ятника борцям за волю України перед будівлею Волинської облдержадміністрації, було дворецьке кладовище. Частина Дворця збереглася до наших днів - у районі вулиць Кременецької та Костопільської, обабіч Київського майдану. Там, де зараз парк, за Київським майданом, був Дворецький сінокіс., селяни мали великі площі землі. Наприклад, чехи - брати Кисели Тона, Ярош і Вашек мали по 12 гектарів поля.
Всупереч протестам селян, Дворець включили до складу Луцька в 1910 році. Але ще довго він вважався окремим селом. У 1941 році тут було 28 хат. Разом із Дворцем до міста приєднали землі хутора Бівуаки, де було десять осель та корчма. Згодом, у 1915 році, через Бівуаки пролягла залізнична гілка Ківерці-Стоянів. Увійшла в межу міста тоді й німецька колонія Варварівка, або - Барбарщизна, що розміщувалась обабіч Сапалаївки - зараз це район між вулицею Зої Космодем'янської та залізницею. Там жили 80 людей.